# Людвіг Лахман
Лю́двіг Ла́хман (нім. Ludwig Lachmann; 1 лютого 1906, Берлін, Німеччина — 17 грудня 1990, Йоганнесбург, ПАР) — німецький економіст, учасник та діяч Австрійської школи економіки.

## Життєпис
Людвіг Лахман народився 1 лютого 1906 року у Берліні. Протягом усього свого професійного життя Лахман вважав себе австрійським економістом, «солдатом», що зобов'язав себе зрозуміти австрійські ідеї та розвивати ці знання поза первинними внесками Карла Менгера
Помер Л.Лахман 17 грудня 1990 року у віці 84 років, в Йоганнесбурзі, ПАР.
Щоб увічнити пам'ять Людвіга Лахману, його вдова заснувала фонд і стипендію його імені (англ. «Ludwig M. Lachmann Research Fellowship»), на факультеті філософії, логіки і наукової методології Лондонської школи економіки.

## Освіта
Л. Лахман вчився у Берлінському і Цюрихському університетах, а також в Лондонській школі економіки. Він захистив свою докторську дисертацію в Берлінському Університеті (University of Berlin), де навчався в аспірантурі з 1924 по 1933 рік. 
Вперше зацікавився напрямом економічної науки, відомому як Австрійська школа (за походженням її засновників), влітку 1926 року, яке Лахман проводив в Університеті Цюриха. 
У 1933-му, коли Адольф Гітлер прийшов до влади, Людвіг Лахман покинув Німеччину і вирушив до Англії, де протягом 30-х років був студентом Лондонської школи економіки і колегою нобелівського лауреата, Фрідріха Гаєка, австрійського економіста і філософа, який займав престижну кафедру Токе і шукав «союзників у боротьбі проти модних кейнсіанських теорій». Ця співпраця багато в чому «підштовхнула» розвиток інтересу Лахмана до Австрійської школи, Людвіг Лахман був одним з тих, хто вибрав сторону Хайєка.

## Кар'єра
Працював в університеті Йоганнесбурга (ПАР) і в Нью-Йоркському університеті, де Лахману запропонували посаду професора. Лахман викладав всі основні науки для другого та третього курсу економіки (теорії зайнятості, економіки недосконалої конкуренції, міжнародної економіки, монетарної економіки, економіки добробуту, теорії зростання, теорія капіталу).
У 1948 Лахман переїхав в Йоганнесбург, Південна Африка, де він прийняв професорство в університеті Вітватерсранда. Він залишився там до відходу у відставку в 1972. Його студент Пітер Левін описав діяльність Лахмана в Південній Африці, як «тиху, обмежену і пригнічену», цілком відміну від його нью-йоркських років. Він був президентом Економічного товариства Південної Африки з 1961 по 1963 роки.

### Відродження Австрійської школи
Між 1974 і 1987 роками Лахман їздив щороку в Нью-Йорк і співпрацював в дослідженнях з Ізраелем Кірцнером, який мав намір пожвавити Австрійську школу. Одним з результатів такої співпраці був «Австрійський семінар з економіки», організований Лахманом. Його запрошували як професора Нью-Йоркського університету кожного зимового семестру з 1975 по 1987 роки. Він проживав там з дружиною протягом чотирьох місяців поспіль, повертаючись у Південну Африку. Конференція 1974 року з питань економіки Австрії в коледжі Royalton у Південному Ройетоні показала, що Лахман, Ізраель Кірцнер і Мюррей Ротбард, які заперечують кейнсіанство, залучили до участі ще 50 вчених.

## Внесок в науку

### Теорія капіталу
Перший і, в певному сенсі, лише помітний внесок Лахмана до економіки як такої полягає в теорії капіталу. Погляди Лахмана були коротко викладені в назві статті, яку він написав для журналу «Економічна література», опублікованого в 1976 році під назвою «Від Мізеса до Заколу: есе на економіку Австрії та Калейдичне суспільство». Калейдичне суспільство (термін Шекля) — це те, що характеризується постійними і швидкими змінами. І це той, в якому немає необхідної тенденції до рівноваги, до послідовності виробничих планів. В останні роки він почав досліджувати сумісність свого підходу до принципів герменевтики.

### Економіка
Поступово Людвіг Лахман прийшов до висновку, що Австрійська школа відхилилася від оригінального бачення абсолютно суб'єктивної економіки свого засновника Карла Менгера (Carl Menger). Для Лахмана, австрійська теорія була еволюційним, або «генетично-причинним» підходом, на відміну від рівноважних і досконалих моделей, що використовуються в основній неокласичній економіці. «Фундаменталістський австрійцизм» Лахмана був досить рідкісним підходом, ті представники австрійської економічної школи, які залишились в живих, розглядали свої роботи як відхилення від мейнстріму.
Він же підкреслював, що саме він розглядає відхилення від мейнстріму, як: економічний суб'єктивізм, недосконале знання, неоднорідність капіталу, бізнес-цикли, методологічний індивідуалізм, альтернативна вартість і ринкові процеси. Можна з упевненістю заявити, що напрямлення Лахмана сформувало основу для радикальної суб'єктивістської гілки Австрійської економічної теорії. Роботи Лахмана, по суті, 'вистрілили' набагато пізніше, вплинувши на розвиток американського напрямку Австрійської школи.
Відомо також, що професор Лахман був гарячим прихильником використання герменевтичних методів у вивченні економічних явищ. Ідеї Лахмана продовжують впливати на сучасні дослідження в галузі соціальних наук. Багато соціальних наукових дисциплін явно або неявно спираються на «радикальний суб'єктивізм» Австрійської школи.

## Основні праці
- «Капітал і його структура» («Capital and Its Structure», 1956);
- «Методологічний індивідуалізм і ринкова економіка» («Methodological Individualism and the Market Economy», 1969);
- «Спадщина Макса Вебера» («The Legacy of Max Weber», 1971);
- «Ринковий процес і очікування» («Marktprozeß und Erwartungen», 1984).
- «Невпевненість і перевагу ліквідності» (1937).
- «Потік законодавства і сталість правопорядку» (1979).